# 読売ジャイアンツ主催のオープン戦使用球場一覧
この項では読売ジャイアンツが行ったオープン戦のホームゲームとなる試合の会場をリストアップした（使用した年は全部スタブ）。

## 一軍

### 北海道
- 札幌ドーム

### 東北
- いわきグリーンスタジアム

### 関東
- 群馬県立敷島公園野球場
- 宇都宮清原球場
- ひたちなか市民球場
- 水戸市民球場
- 千葉マリンスタジアム
- 後楽園スタヂアム
- 東京ドーム
- 山梨県小瀬スポーツ公園野球場

### 中部
- 静岡県草薙総合運動場野球場
- 浜松球場
- 長良川球場
- 津市営球場
- 伊勢市倉田山公園野球場

### 近畿
- 京都市西京極総合運動公園野球場
- 大阪ドーム（京セラドーム大阪）

### 中国（山口県を除く）・四国
- 倉敷マスカットスタジアム
- 香川県営野球場
- 松山中央公園野球場（坊っちゃんスタジアム）

### 九州・山口
- 徳山市野球場
- 宇部市野球場
- 西京スタジアム
- 下関球場
- 平和台野球場
- 福岡ドーム
- 北九州市民球場
- 別大興産スタジアム（新大分球場）
- 長崎県営野球場
- 熊本・藤崎台県営球場
- 宮崎市営球場（現県総合運動公園第二球場＝ひむかスタジアム）
- 宮崎県総合運動公園硬式野球場（サンマリンスタジアム宮崎）
- 鹿児島県立鴨池野球場
- 那覇市営奥武山野球場

### 一軍のオープン戦開催の傾向
- 1990年代ごろまでは、まずキャンプ会場の宮崎を含め九州南部で数試合開催した後、日本列島を南から北の順番に北上する形で巡業し、3月下旬ごろに本拠・東京ドームに戻った後、北関東へ遠征して終わるという日程が組まれていた。
- 2001年に札幌ドームが完成してからは、その順番がやや崩れ、九州遠征をしたのちに一気に北海道に北上し、更にその後南下して中四国・近畿・東海への遠征をしたりしたこともあった。
- 2009年の場合、宮崎でのオープン戦はせず（練習試合はあった）、最初のオープン戦は2009 ワールド・ベースボール・クラシック A組に参加するアジア4カ国の代表チームとのオープン戦（埼玉西武ライオンズ帯同）をいきなり東京ドームで行い、その後はナゴヤドーム→福岡ドーム→周南→福山→大阪ドーム→神戸スカイマーク→長良川球場と遠征し、その後は東京ドームなど関東地方に戻っての開催に集中するという日程が組まれている。
- 2010年はまず鹿児島・宮崎での西武2連戦（この前に宮崎で無料の練習試合があるため実質3連戦）から始まり、その後は名古屋→山口→福岡→広島→大津→大阪→甲子園→東京→静岡→東京→横浜と前年同様必ずしも南から北への順で北上するのではなく、一度北上したら再び南下という日程が繰り返されている。
また公式戦同様にこの年は福岡、札幌での主管試合は組まれず、福岡でのソフトバンク2連戦はいずれもビジター扱いとなった。ただ大阪でのオリックス2連戦のうちの1試合では引き続き巨人主管となっている。
- 2011年は宮崎で1試合こなしたのち、球団史上初の沖縄・那覇で3試合（うち1試合は横浜ベイスターズの主管試合であるので、巨人主管は2試合。他に無料練習試合もあり）→3月に入り東京ドーム→札幌ドーム→福岡ヤフードーム→広島マツダ→京セラドーム→甲子園→岐阜→神宮→横浜→甲府→東京ドームという日程が組まれ、傾向は前年と同じ（東日本大震災のため京セラドーム、甲子園、神宮、横浜、甲府、東京ドームの後半戦は中止）であるが、京セラドームでの巨人主管がなくなったため、他球団の本拠地に乗り込んでの試合は全部ビジターとなった。
- 2013年のオープン戦のうちの2試合は、WBC2013の強化試合（日本代表、中国代表）として、福岡ヤフオクドームで開催されるが、主催はWBCインクである。

## 二軍
- 東京ドーム
- 読売ジャイアンツ球場

### 海外
- 台北市立天母棒球場（2009）